# Marek Koszur
Marek Koszur (ur. 4 maja 1953 w Szczecinie) – dziennikarz, dokumentalista specjalizujący się w tematyce morskiej, z wykształcenia polonista.

## Życiorys
Związany ze szczecińskim oddziałem Polskiego Radia i Telewizji. Pracę w mediach rozpoczął w trakcie studiów w 1972 roku. Stworzył wtedy cykle Ludzie morza, Morze w kulturach świata, Starożytni żeglarze, Człowiek i morze. Od 1976 roku współpracuje z ogólnopolskimi i regionalnymi gazetami. Współorganizator Kongresu Kultury Morskiej. Autor i realizator popularnego programu Morze z lat 80. i 90. XX wieku. W latach 1991–1995 był dyrektorem programowym Telewizji Szczecin. Współorganizował powstanie regionalnego kanału TVP3. Twórca firmy Club CD.
Autor książki Kapitan kapitanów – monografii na temat kapitana ż.w. Konstantego Matyjewicza-Maciejewicza.